# Dub u Mokrosuk
Dub u Mokrosuk byl památný strom u vsi Mokrosuky, severozápadně od Sušice. Přibližně čtyřistaletý dub letní (Quercus robur) rostl na východním konci vsi u fotbalového hřiště a křižovatky na Lešišov, v nadmořské výšce 510 m. Obvod jeho kmene měřil 495 cm a koruna stromu dosahovala do výšky 19 m (měření 1997). Dub byl chráněn od roku 1985 pro svůj vzrůst, věk a jako krajinná dominanta. Dutý kmen byl v minulosti vypálen. Padl v říjnu 2017 během orkánu Herwart. V roce 2019 při 600. oslavách výročí založení vsi byl zasazen nový strom.

## Historie a pověsti
Pod stromem jsou prý pochováni švédští vojáci z třicetileté války. Blízko stromu je hrob obětí moru ze Sušicka. Těmto místům se proto říká Na hřbitově, podle pověsti pak U svítivých hlav. Prý se tu za noci zjevují kostlivci, jimž z lebek svítí ohnivé oči.

## Úder blesku
V podvečer 7. srpna 2005 si dvě asi patnáctilé dívky, které byly v Mokrosukách u svých babiček na prázdninách, hrály na sousedním hřišti. Když po osmnácté hodině začalo pršet, dívky se přesunuly pod strom, jedna se schovala do dutiny. Spustilo se krupobití, do dubu sjel blesk, první v této bouřce, a zasáhl obě dívky – jednu vyhodil z dutiny kmenu. Dub začal hořet a svědci resuscitovali obě dívky. Jedna byla převezena při vědomí do nemocnice v Klatovech, druhá (14 let) byla v bezvědomí a se selhávajícími životními funkcemi přepravena letecky do Fakultní nemocnice v Plzni. Dále byli zraněni dva chlapci, kterým blesk způsobil popáleniny na nohou a brnění prstů. Hasiči během téměř dvouhodinového zásahu dub uhasili ze žebříku, také vydlabali doutnající dřevo v dutině.

## Publicistika
Dub se objevil ve 14. dílu pořadu Paměť stromů České televize.

## Památné a významné stromy v okolí
- Lípa u Zelených
- Lešišovská lípa